# Elisa Miniati
Elisa Miniati (ur. 6 stycznia 1971, Włochy) – włoska piłkarka, grająca na pozycji pomocnika, trener piłkarski.

## Kariera piłkarska

### Kariera klubowa
Karierę piłkarską rozpoczęła w Picenum, skąd przeniosła się do G.E.A.S. W 2006 została zaproszona do Torino CF. W sezonie 2007/08 broniła barw Milanu. Potem występowała w Juventusie Torino, w którym zakończyła karierę piłkarską w roku 2006.

### Kariera reprezentacyjna
Występowała w narodowej reprezentacji Włoch.

## Kariera trenerska
Po zakończeniu kariery piłkarki rozpoczęła pracę szkoleniowca. Od 2011 do 2012 stała na czele Luserna. W 2014 została mianowana na stanowisko wiceprezesa klubu.